# Remedy Entertainment
A Remedy Entertainment egy Espoo-i székhelyű, finn videójátékfejlesztő stúdió, legismertebb játékaik a Max Payne, Alan Wake, Quantum Break és Control.
Az 1995 augusztusában, a Future Crew tagjai által alapított Remedy Entertainment első játéka a Death Rally volt, amit az egyik tag pincéjében készítettek. A kiadásért az Apogee Software felelt, majd következő projektjükét is ők jelentették meg, a komoly közönségsikert arató Max Payne-t (folytatását, a Max Payne 2: The Fall of Max Payne-t viszont már a Rockstar Games adta ki). A stúdió hét év Max Payne után új projektbe kezdett; ez lett az Alan Wake, amit annyira sokáig fejlesztették, sokan azt hitték, sosem jelenik meg. Végül 2010-ben kiadta a Microsoft Game Studios, és bár idővel komoly rajongótábora lett, eleinte nem adtak el belőle annyit, hogy nyomban belevágjanak a folytatásba, így hát a Remedy ismét új játékon kezdett el dolgozni; a Quantum Break-en, amiben többek közt az Alan Wake-ben látott élőszereplős jeleneteket finomítgathatták tovább. 2016-ra többprojektes stúdióvá nőtték ki maguk, ekkor egyszerre három játékon dolgoztak épp: a Control-on, az Alan Wake II-n és a CrossfireX single-player részein.
A Remedy Entertainment specialitása a filmes elemekkel tűzdelt single-player akciójáték lett, karakteres főszereplőkkel. Volt demoscene társaság lévén olykor saját motort is gyártanak játékaikhoz, ilyen például a Northlight, amit a Quantum Breakhez készítettek. A stúdió a 2010-es években rengeteget bővült, 2017-ben részvénytársasággá váltak, 2018-ban átköltöztek egy nagyobb irodába (Espoo-n belül), 2022-ben pedig megnyitották második stúdiójukat, Stockholmban.

## Történet

### Háttér, alapítás (1995–1998)
A cég alapítói korábbi demoscene-esek, akik PC-re és Commodore Amiga-ra készítettek demókat. 1994-ben, a Bloodhouse és Terramarque (Finnország első kereskedelmi videójátékfejlesztő cégei) hatására a Future Crew democsoport tagjai ráeszméltek, maguktól sosem válnának kereskedelmi vállalattá, így kénytelenek hivatalosan összerendeződni, ezért 1995. augusztus 18-án Samuli Syvähuoko, Markus Mäki, Sami Nopanen, John Kavaleff és Sami Vanhatalo megalapították a videójátékok fejlesztésére szakosodott Remedy-t, ahova további, a demoscene-ből érkező tagokat toboroztak. A húszas éveikben járó fiatalok első játékukat Syvähuoko szüleinek alagsorában kezdték el fejleszteni, Espoo Westend negyedében.
Egy autóversenyzős játékkal indultak, amit a fejlesztés alatt HiSpeed néven emlegettek. Scott Miller, az Apogee Software atyja látta el őket különféle tanácsokkal, tőle jött például a járművek közti harc ötlete. A játékot végül Death Rally néven az Apogee adta ki, 1996-ban. A dialógus megírásához a Remedy-nek dolgozó Petri Järvilehto megbízta jó barátját Sam Lake-et, aki angol irodalmat tanult a Helsinki Műszaki Egyetemen, és lényegében ottragadt a Remedy-nél, idővel pedig a stúdió kreatív igazgatója lett.
Az 1995-ben létrejött cég alapítótagjai közül négyen is a Future Crew korábbi dolgozói voltak. Sokan azt gondolták, hogy a Remedy összes alkalmazottja a Future Crewból került ki, ám ezt a feltevést Jose Siegler (3D Realms) később cáfolta.
1997-ben a Remedy elkészítette a Final Reality nevű 3D-s benchmark programot, majd novemberben úgy döntöttek megalapítják a Futuremark vállalatot, ami a továbbiakban a benchmark programokra fókuszál. Ez lett végül a népszerű 3DMark, ami értékeli az egyes videókártyák teljesítményét a legfrissebb grafikus tesztjei alapján.
1998-ban a LucasArts felkereste a céget és perrel fenyegetőzött, mivel véleményük szerint a logójuk felső részét az ő logójukról másolták le. A Remedy már korábban tervezte a logo lecserélését, így levették weboldalukról a régit és nem sokkal később felkerült az új változat.

### Max Paynesorozat (1999–2005)

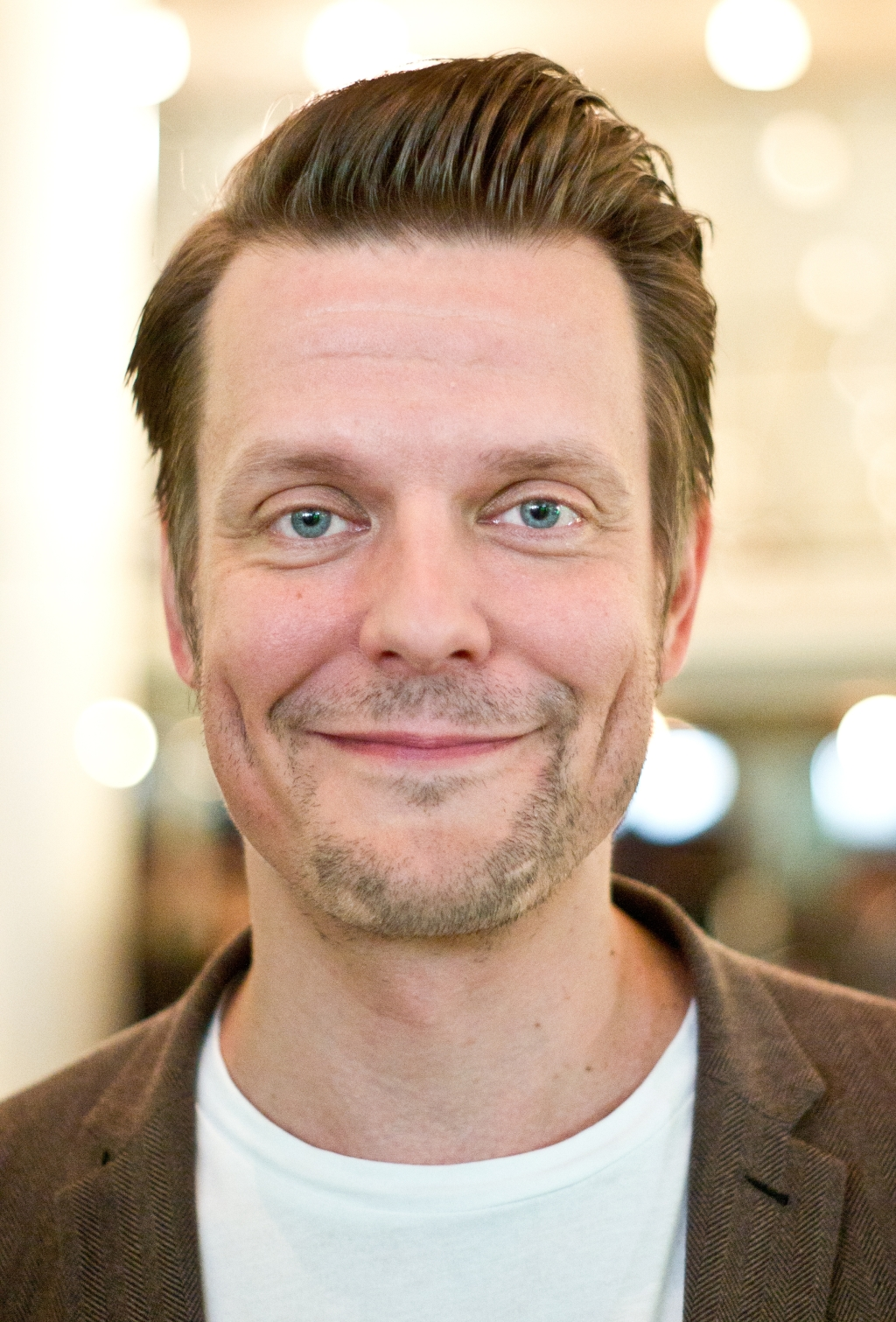
Sam Lake, a Remedy kreatív igazgatója

A Max Payne sorozat az azonos nevű főszereplő történetét meséli el, aki a New York-i rendőrség beépített embere volt, majd miután családjával véres tragédia történt, és gyanúba keveredett barátjának meggyilkolásának ügyében, személyes megtorlásba kezdett, miközben korábbi munkaadói és a maffia is a nyomában volt.
A Death Rally megjelenését követően több új projekt ötlete is felmerült: egy a Descent: FreeSpace-re hajazó űrutazás szimuláció, egy autóversenyzős játék, illetve egy lövöldözős, a Dark Justice. Miller a lövöldözős játék mellett tette le voksát, amennyiben a stúdió hajlandó karakteres főszereplőt kreálni hozzá, 3D grafikát használni és jobb címet találni, mivel a Dark Justice-t „túl sötétnek és felnőttesnek” találta. Felmerült a „Dick Justice” és „Max Heat” név is – amit a cég 20 000 dollárért levédetett – mielőtt megállapodtak a „Max Payne”-ben. A vezető tervező Petri Järvilehto igyekezett beépíteni a hongkongi akciófilmekből ismert bullet time és lassított felvétel effekteket. A játékhoz saját motort gyártottak, és Sam Lake-et bízták meg a forgatókönyv megírásával, aki krimis és film noir-os elemekkel tűzdelte tele a történetet. 1999-ben a tervezők ellátogattak New York-ba inspirálódni, és két volt new yorki rendőr társaságában többezer képet készítettek a városról. A 2000-es év túlnyomó részét a grafika finomhangolásával töltötték. Bár kétszer is eltolták a megjelenést, a Max Payne végül 2001 júliusi debütálását követően komoly népszerűségre tett szert történet-köztpontúsága és hangulata miatt, hétmillió kópiás eladásával pedig kereskedelmi szempontból is sikert aratott.
Az Apogee a May Payne konzolverzióját a Rockstar Games-szel gyárttatta le, melynek anyacége, a Take-Two Interactive tízmillió dollárért vásárolta meg a franchise jogait. Az üzlet részét képezte, hogy a Remedy folytatást is gyárt a játékhoz, ami hamarabb elkészült, mint az első – a fejlesztők a legizgalmasabb játékmechanikákat bővítették tovább, Lake pedig ismét íróként tért vissza, aki közben a Finn Színművészeti Egyetem forgatókönyvíró szakán lett hallgató. Végül egy több mint 600 oldalas könyvet prezentált, ami az eredetinél ötször hosszabb lett. A Max Payne 2: The Fall of Max Payne pozitív fogadtatásban részesült 2003 októberi megjelenését követően, de nem sikerült eleget eladni belőle. A Remedy a Max Payne 3-ban már csak konzultációs feladatokat vállalt.

### Együttműködés a Microsofttal (2006–2016)
Miután a stúdió eltöltött hét évet a Max Payne sorozat gyártásával, egy újfajta, sandbox típusú játékhoz kezdtek el különböző játékmechanikákat tesztelni, limitált erőforrás révén viszont idővel letettek az open world formátumról és inkább egy lineárisabb szerkezetben kezdtek el gondolkodni. A játékot Stephen King novellák, a Twin Peaks, az amerikai észak-nyugati vidék szellemvárosai és a tornádók inspirálták. Egy tanulmányút keretében ellátogattak Észak-Nyugatra és a Crater-tóhoz, ahol több mint 40 000 fotót készítettek a játék hátteréhez. Az előkészületek három évig zajlottak, maga a fejlesztés pedig nagyjából két évig tartott. Akkoriban a stúdió létszáma 30-ról 45-re ugrott. Egyes sajtóorgánumok arra gyanakodtak, a játék sose fog elkészülni, ugyanis bejelentését követően jó darabig nem lehetett róla hallani semmit. A stúdió kizárólagos szerződést kötött a Microsoft Game Studios-szal a játék kiadásáról, majd az Alan Wake 2010 májusában megérkezett Xbox 360-ra, ami pozitív fogadtatásban részesült. A Remedy szerette volna, ha PC-re is elkészülhet a játék, amihez a Microsoft 2011 közepén hozzájárult, a Nitro Games által fejlesztett PC-s verzió pedig végül 2012 februárjában látott napvilágot. Több mint 3,2 millió példányt adtak el, de ez nem volt elég ahhoz, hogy elkezdjenek dolgozni a folytatáson, pedig a Max Payne-nel ellentétben az Alan Wake-et úgy írták, hogy könnyen tovább lehessen fűzni a történetet. A stúdió végül elkezdett több Alan Wake 2 verzión is dolgozni, melyek egy részét beépítették az Alan Wake's American Nightmare-be, a 2012-es Xbox Live Arcade játékba, melynek fejlesztése jóval kevesebb időt vett igénybe. A játékokból összesen 4,5 millió kópiát adtak el 2015 márciusáig.
A stúdió számos kiadónál házalt az Alan Wake 2 prototípusával, ugyanis a Microsoft nem akarta folytatni az Alan Wake-et (más játék fejlesztésére azonban továbbra is nyitott lett volna). A Remedy a transzmédiás történetmeséléssel kísérletezett az Alan Wake-ben, a Microsoft pedig azt remélte, inkább az akciót erősítik majd következő projektjükben, a Quantum Breakben. 2011-ben egy nagyjából 100 fős csapat kezdett el dolgozni a játékon. A kvantumfizika elem Alan Wake Quantum Suicide tv műsora kapcsán merült fel, a fejlesztők pedig úgy vélték, időutazással remekül fel tudják építeni a történetet. A „transzmédiás, lövöldözős, tévés akciójáték hibridet” Lake rendezte, a tévés részeket pedig a Lifeboat Productions gyártotta és Ben Ketai rendezte. A játékhoz továbbá új motort is építettek, Northlight néven. A Quantum Break 2016-os megjelenésekor pozitív fogadtatásban részesült, a Microsoft pedig az Xbox One óta legjövedelmezőbb saját gyártású projektjének kiáltotta ki.
Ekkortájt kezdett el a Remedy mobiljátékokkal is kísérletezni, és nyolc hónap alatt el is készítették (a Mountain Sheep és Cornfox & Brothers közreműködésével) a Death Rally remake-jét iOS-re és Androidra. A Remedy mindössze 10 000 dollárt költött marketingre, de így is sikeresnek bizonyult a vállalkozás. Több mint 11 millióan töltötték le a játékot, a fejlesztők pedig három nap alatt visszanyerték a befektetett pénzt. A Death Rally sikerét követően Lake bejelentette, hogy „ez még csak az első lépés volt” a mobiljátékok világába, és továbbiakat terveznek. 2013-ban a Remedy Mike Capps-et, az Epic Games korábbi elnökét, és Christian Fredrikssont, az F-Secure vezérigazgatóját is bevette a csapatba. 2013-ban jelentették be következő mobiljátékukat, az Agents of Stormot, amit tower defence játéknak terveztek, iOS-re. A fejlesztés során együttműködtek a német Flaregames kiadóval, a játék pedig 2014-ben jelent meg.

### Portfólióbővítés (2016–jelen)

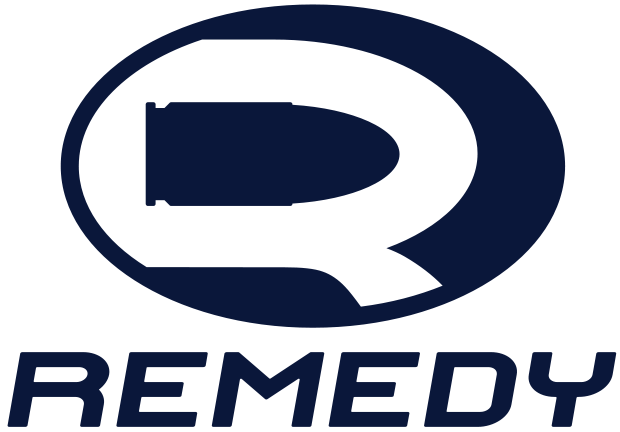
A stúdió logója 1999 és 2023 közt

A Remedy számos változáson ment keresztül 2015 és 2016 közt; a vezérigazgató, Matias Myllyrinne átigazolt a Wargaminghez, helyette érkezett Tero Virtala a RedLynxtől. Azért esett választásuk Virtalára, hogy segítsen multiprojekt stúdióvá átavanzsálniuk, annak reményében, hogy az egyes játékok hamarabb készülhessenek el. 2017-ben a Remedy részvénytársaság lett és kikerült a NASDAQ-ra. Bejelentették, hogy a Smilegate ingyenes fps játékának, a CrossfireX-nek single-player elemein dolgoznak. Elődje, a Crossfire 2016-ra az egyik legjövedelmezőbb játéka lett. A Remedy ezen felül a Crossfire egy új verzióján, a Crossfire HD-n is elkezdett dolgozni. A bejelentést követően egy P7 kódnévre hallgató játék fejlesztését is belebegtették, amihez az 505 Games 7,5 millió eurót, illetve marketing és kiadási támogatást nyújtott. A játék, mely végül a Control nevet kapta, Microsoft Windowsra, PlayStation 4-re és Xbox One-ra is megjelent 2019. augusztus 27-én – a Max Payne 2 óta ez volt az első játékuk, amit Sony platformra is legyártottak. A Control 2021 márciusáig több mint kétmillió példányszámban kelt el, számos díjat kapott és Nintendo Switch-en is elérhetővé vált.
2018-ban bejelentették, hogy előkészületben van egy Alan Wake tv sorozat, melynek Lake executive producere – a Remedy pedig 2019-ben visszaszerezte a Microsofttól az Alan Wake jogait.
2020 márciusában két játékra is szerződést kötöttek az Epic Games-szel; egy komolyabb hangvételű AAA-re, ami már fejlesztés alatt volt, és egy tervezett kisebb játékra. A szerződés értelmében a Remedy teljes szabad kezet kapott, az Epic pedig minden fejlesztési költséget áll, megjelenést követően pedig, mikor az Epic visszaszerezte a befektetett összeget, a két cég fele-fele arányban osztozik a profiton. A „nagyobb” játék az Alan Wake II lett, a „kisebb” az Alan Wake Remastered.
2021 májusában a Tencent 3,8% értékben vásárolt részvényeket a cégben, az Accendo Capitaltól (akik még így is 14%-ban társtulajdonosok maradtak). A Remedy és a Tencent 2021 decemberében bejelentették, hogy a stúdió Vanguard kódnévre hallgató projektjét a Tencent fogja kiadni.
A Remedy 2022-ben nyitotta meg svédországi stúdióját.
2022 áprilisában a Rockstar támogatásával elkezdtek dolgozni a Max Payne és Max Payne 2 remake-jén, a Northlight motorban. A játék Windowson, PlayStation 5-ön és Xbox Series X/S-en fog megjelenni.

## Northlight Engine
A játékokon kívül a Remedy egy multiplatform játékmotor, a Northlight fejlesztéséért is felel, amit először a Quantum Breakhez használtak. Mindig is kiemelten fontosnak tartották a narratív elemeket, amihez úgy érezték, kénytelenek saját motort építeni – erre a döntésre 2013 környékén jutottak, mikor az elkaszált Alan Wake II prototípusán dolgoztak, ugyanabban a motorban, amit az Alan Wake-hez használtak, de korlátozta őket a történetmesélésben. Az Alan Wake II-höz épített technikából átemelték renderprogramot, ami lehetőséget ad a mocap, global illumination, ray tracing és particle lighting használatára, valamint kalkulálni képes a környezeti physics effekteket és valós időben visszajátszani őket.

## Létesítmények
A csapat a finnországi Espoo Westend negyedében kezdte működését, ahol gyakran a földre dobott matracokon aludtak a fejlesztők. 2018 előtt a Remedy székhelye egy négyszintes, kávézóval, szaunával, bárral és edzőteremmel felszerelt Espoo-i iroda volt, „fejlesztői raktárral” kiegészülve, ahol többek közt fotókat, képregényeket, kosztümöket, régi gépeket, design dokumentációt, demóvideókat és korai forgatókönyveket tároltak. A cég bővülése során átköltöztek egy új, nagyobb Espoo-i irodába, 2018 májusában, ahol kialakítottak egy a korábbinál négyszer nagyobb mocap stúdiót is.
2019 decemberében a Remedy-nek több mint 250 alkalmazottja volt, 30 különböző országból.

## Kultúra és filozófia
A stúdió elsősorban filmszerű single-player akciójátékokat készít, karakteres főszereplőkkel, és elmondásuk szerint igyekeznek kerülni az olyan témákat, mint például a „II. Világháború, sárkányok, hardcore sci-fi vagy szűk bőrszerkós lányok,” mivel inkább a „filmes realizmus” irányt lőtték be maguknak. Inspirációt főleg tévésorozatokból és könyvekből merítenek, mintsem videójátékokból. Legtöbb játékuk lineáris, de 2015 táján elkezdtek kísérletezni egyéb, például multiplayer játékokkal is. Fejlesztéshez általában saját motorjukat, a Northilghtot használják, és gyakran alkalmazzák a mocap technológiát.
2016 óta multiprojekt stúdióként funkcionálnak, így rövidebb időt szánnak egyes játékok fejlesztésére, ami nagyobb anyagi biztonságot jelent számukra, illetve dolgozóiknak is több lehetőséget tudnak kínálni. Előfordul, hogy mások projektjében is részt vesznek – például a CrossfireX single-player részeiért ők feleltek. Elmondásuk szerint szívesen adnának ki gyakrabban új játékot, de mivel kiemelten fontosnak tartják a minőséget, a Remedy megjelenések „ritkák” maradnak.

## Elismerések
A GamesIndustry.biz 2019-es „Az év embere(i)” listáján szerepeltette a stúdiót, Control című játékuk megjelenése kapcsán.

## Játékaik
| Játék címe                         | Kiadás éve | Platformok                                                                        |
| ---------------------------------- | ---------- | --------------------------------------------------------------------------------- |
| Death Rally                        | 1996       | MS-DOS, Windows                                                                   |
| Max Payne                          | 2001       | Windows, PlayStation 2, Xbox, Game Boy Advance, Android, iOS                      |
| Max Payne 2: The Fall of Max Payne | 2003       | Windows, PlayStation 2, Xbox                                                      |
| Alan Wake                          | 2010       | Xbox 360                                                                          |
| Alan Wake                          | 2012       | Windows                                                                           |
| Death Rally (Remake)               | 2011       | Windows, Android, iOS, Fire OS                                                    |
| Alan Wake's American Nightmare     | 2012       | Windows, Xbox 360                                                                 |
| Agents of Storm                    | 2014       | iOs                                                                               |
| Quantum Break                      | 2016       | Windows, Xbox One                                                                 |
| Control                            | 2019       | Windows, Playstation 4, Xbox One                                                  |
| Alan Wake Remastered               | 2021       | Windows, PlayStation 4, Xbox One, PlayStation 5, Xbox Series X/S, Nintendo Switch |
| CrossfireX / Crossfire HD          | 2022       | Windows, Xbox One, Xbox Series X/S                                                |
| Alan Wake II                       | 2023       | Windows, PlayStation 5, Xbox Series X/S                                           |
| Control 2                          | TBA        | Windows, PlayStation 5, Xbox Series X/S                                           |
| Condor                             | TBA        | Windows, PlayStation 5, Xbox Series X/S                                           |
| Max Payne, Max Payne 2 remake      | TBA        | Windows, PlayStation 5, Xbox Series X/S                                           |
| Vanguard                           | TBA        | Windows, PlayStation 5, Xbox Series X/S                                           |

## Külső hivatkozások
- A Remedy hivatalos weboldala
- Remedy Entertainment Archiválva 2010. szeptember 27-i dátummal a Wayback Machine-ben a MobyGames adatbázisában

## Fordítás
Ez a szócikk részben vagy egészben  a   Remedy Entertainment című angol Wikipédia-szócikk ezen változatának fordításán alapul.  Az eredeti cikk szerkesztőit annak laptörténete sorolja fel. Ez a jelzés csupán a megfogalmazás eredetét és a szerzői jogokat jelzi, nem szolgál a cikkben szereplő információk forrásmegjelöléseként.